# 김은정 (시나리오 작가)
김은정(1967년 ~ )은 대한민국의 시나리오 작가이다. 학력은 추계예술대학교 문예창착과이다. 1997년 제35회 대종상영화제에서 각색상을 수상하였다.

## 학력
- 추계예술대학교 문예창착과

## 작품 활동

### 영화
- 접속 (1997년) - 각색
- 텔 미 썸딩 (1999년) - 각본
- 시월애 (2000년) - 각본
- 후 아 유 (2002년) - 각본
- 마들렌 (2003년) - 각색
- 썸 (2004년) - 각본
- 안녕, 형아 (2005년) - 각본
- 황진이 (2007년) - 각본
- 가비 (2012년) - 각본

### 텔레비전 드라마
- 이웃집 꽃미남 (2013 TVN)
- 우리집에 사는 남자 (2016 KBS)
- (아는건 별로 없지만) 가족입니다 (2020 TVN)

### 애니메이션
- 마당을 나온 암탉 (2011년) - 각본

## 수상
- 35회 대종상영화제 각색상 - 접속